# Popis scenarista i redatelja Obitelji Soprano
Popis scenarista i redatelja Obitelji Soprano, HBO-ove televizijske serije o mafijašu Tonyju Sopranu i njegove dvije obitelji. Serija je tijekom osmogodišnjeg emitiranja imala razne redatelje i scenariste.

## Redateljsko osoblje
Prije nego što su režirali Obitelj Soprano, mnogi su od redatelja radili na drugim televizijskim serijama. Mnogi su redatelji poznati iz područja nezavisnog filma. 
Česti članovi glumačke postave Steve Buscemi i Peter Bogdanovich bili su i redatelji nekoliko epizoda.
| Četiri su redatelja režirala 54 od 86 epizoda: - Tim Van Patten (20 epizoda, 1999. – 2007.) - John Patterson (13 epizoda, 1999. – 2004.) - Allen Coulter (12 epizoda, 1999. – 2004.) - Alan Taylor (9 epizoda, 1999. – 2007.) - Henry J. Bronchtein (4 epizode, 1999. – 2002.) - Jack Bender (4 epizode, 2001. – 2006.) - Steve Buscemi (4 epizode, 2001. – 2006.) - Dan Attias (3 epizode, 1999. – 2002.) - David Chase (2 epizode, "Pilot" i "Made in America", 1999. – 2007.) | - Nick Gomez ("Denial, Anger, Acceptance", 1999.) - Lorraine Senna Ferrara ("Down Neck", 1999.) - Andy Wolk ("Boca", 1999.) - Matthew Penn ("A Hit Is a Hit", 1999.) - Martin Bruestle ("Do Not Resuscitate", 2000.) - Lee Tamahori ("Toodle Fucking-Oo", 2000.) - James Hayman ("Eloise", 2002.) - Rodrigo Garcia ("All Happy Families...", 2004.) - Peter Bogdanovich ("Sentimental Education", 2004.) - Mike Figgis ("Cold Cuts", 2004.) - David Nutter ("Join the Club", 2006.) - Danny Leiner ("Luxury Lounge", 2006.) - Steve Shill ("Moe n' Joe", 2006.) - Phil Abraham ("Remember When", 2007.) - Terence Winter ("Walk Like a Man", 2007.) Bogdanovich, Figgis i Garcia, trojica gostujućih redatelja sezone 5, sudjelovali su u audio komentarima na DVD izdanjima te sezone. |

## Scenarističko osoblje
Mnogi od scenarista i producenata serije pisali su za televizijske serije i prije. Scenaristički tim Robin Green i Mitchell Burgess radili su s autorom serije, Davidom Chaseom, na serijama Život na sjeveru i The Rockford Files. Diane Frolov i Andrew Schneider također su bivši scenaristi Života na sjeveru.
Član glumačke postave Michael Imperioli, koji je glumio Christophera Moltisantija, napisao je pet epizoda, počevši s drugom sezonom; Toni Kalem, koja je glumila Angie Bonpensiero, napisala epizodu pete sezone "All Happy Families...".
| Autor i producent serije David Chase naveden je kao scenarist u 30 epizoda (1999. – 2007.), iako je imao važnu ulogu u svim scenarijima, uključujući produkciju završne verzije scenarija. - Terence Winter (25 epizoda, 2000. – 2007.) - Robin Green & Mitchell Burgess (22 epizode, 1999. – 2006.) - Matthew Weiner (12 epizoda, 2004. – 2007.) - Frank Renzulli (9 epizoda, 1999. – 2001.) | - Michael Imperioli (5 epizoda, 2000. – 2004.) - Todd A. Kessler (4 epizode, 2000. – 2001.) - Diane Frolov & Andrew Schneider (4 epizode, 2006. – 2007.) - Jason Cahill (3 epizode, 1999. – 2000.) - Lawrence Konner (3 epizode, 2001. – 2002.) - Mark Saraceni ("Denial, Anger, Acceptance", 1999.) - Jim Manos, Jr. ("College", 1999.) - Joe Bosso ("A Hit Is a Hit", 1999.) - Salvatore Stabile ("University", 2001.) - Nick Santora ("Watching Too Much Television", 2002.) - David Flebotte ("Calling All Cars", 2002.) - Michael Caleo ("Where's Johnny?", 2004.) - Toni Kalem ("All Happy Families...", 2004.) |